# Geologisch monument Typelocatie Maastrichtien

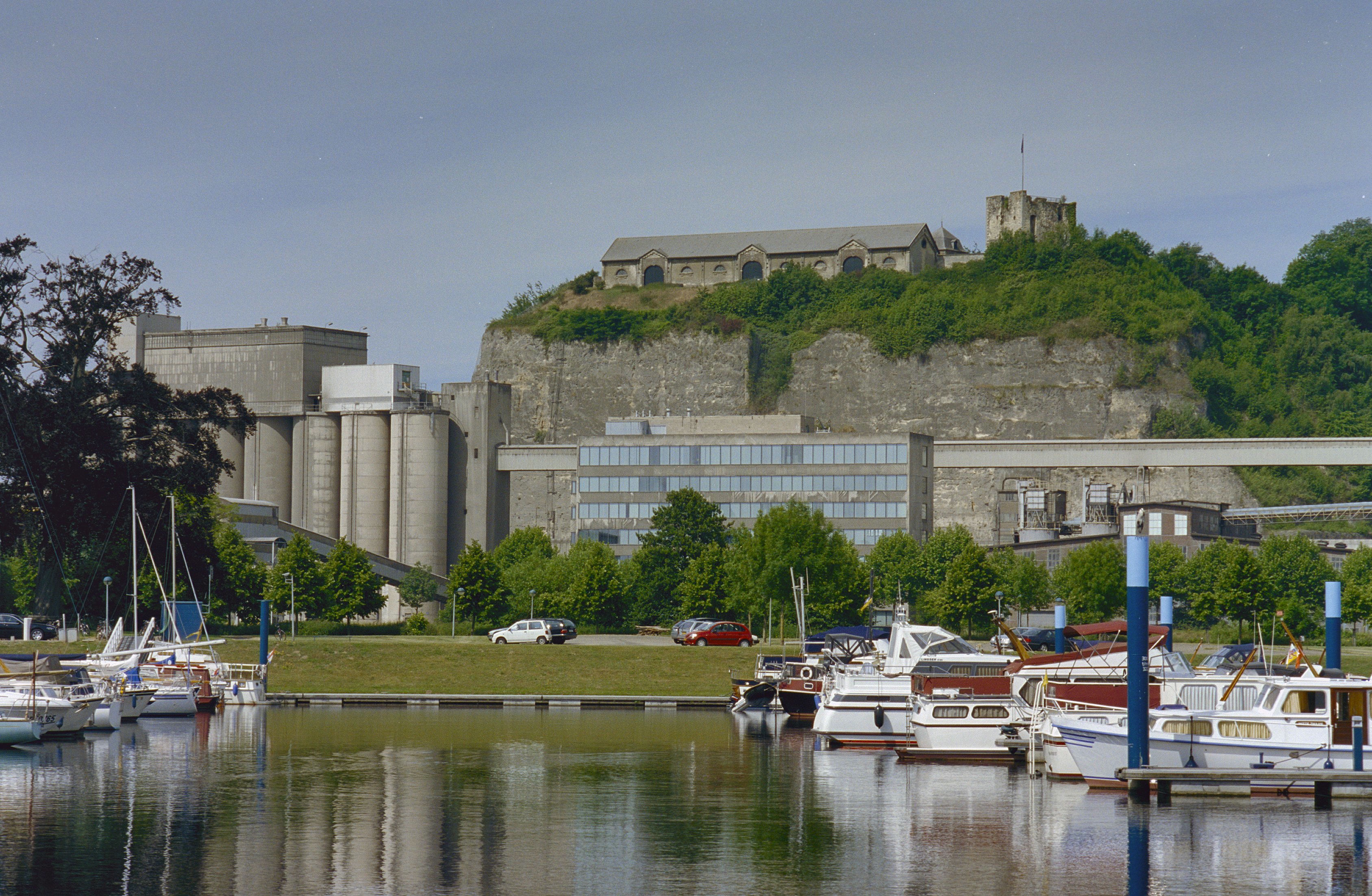
Zicht op de ruïne van kasteel Lichtenberg met op de voorgrond het gebouwencomplex van de ENCI en erachter de bergwand van het geologisch monument

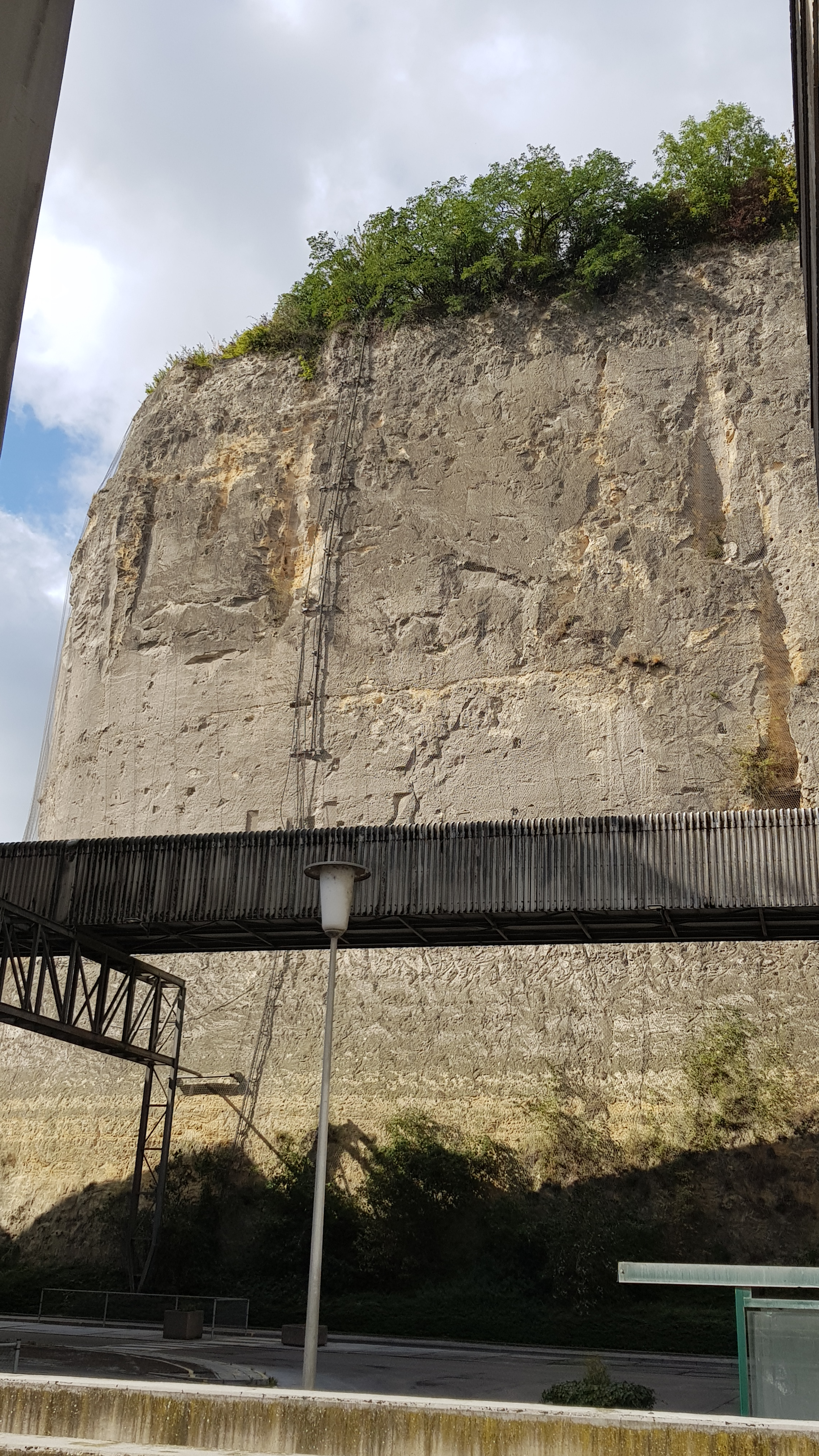
De kalkwand vlak bij de locatie van het onderzoek in 1964

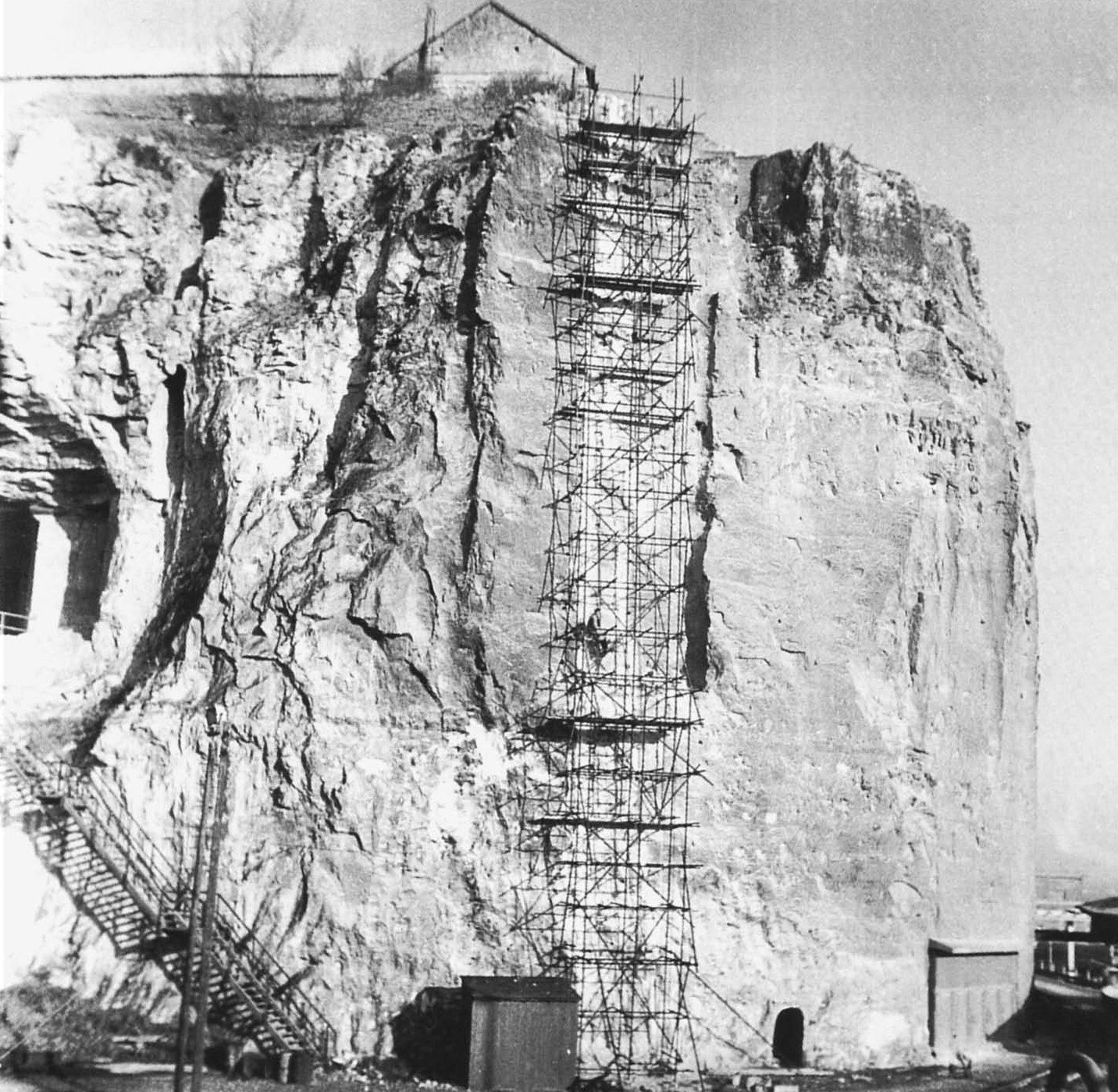
De kalkwand waar in 1964 onderzoek werd gedaan

Het Geologisch monument Typelocatie Maastrichtien is een geologisch monument in Nederlands Zuid-Limburg in de gemeente Maastricht. Het monument ligt ten zuiden van Maastricht en ten zuiden van Sint Pieter, niet ver van de Maas onder de hoeve en Kasteelruïne Lichtenberg. Deze kasteelruïne staat boven op een kale bergwand die grotendeels resteert als gevolg van het door de ENCI in de ENCI-groeve afgraven van de Sint-Pietersberg, onderdeel van het Plateau van Caestert.

## Geschiedenis
In 1798 beschreef Barthélemy Faujas de Saint-Fond het Histoire naturelle de la montagne de Saint-Pierre de Maestricht, waarin hij de natuurlijke historie en de fossielen van de Sint-Pietersberg nauwkeurig beschreef. Het boek werd een standaardwerk en in 1802 in het Nederlands vertaald.
In 1849 wees de geoloog André Hubert Dumont de kalksteenwand onder de hoeve Lichtenberg aan als de typelocatie van het Maastrichtien, de laatste tijdsnede in het Laat-Krijt. Hierdoor geniet deze kalkwand internationale bekendheid en werd hij sindsdien door tal van gelogen van over de hele wereld bestudeerd.
In 1964 werd er tegen de kalkwand een stellage gebouwd om het hele profiel aan kalksteen te kunnen bemonsteren.

## Geologie
In de ontsluiting onder de hoeve Lichtenberg is de Formatie van Gulpen en de Formatie van Maastricht ontsloten. Van boven naar beneden zijn op de typelocatie ontsloten:
- löss van het Laagpakket van Schimmert uit de Formatie van Boxtel (Weichselien, Pleistoceen, Kwartair)
- Laagpakket van St. Pietersberg uit de Formatie van Beegden (Cromerien, Pleistoceen, Kwartair)
- Laagpakket van Klimmen uit de Formatie van Tongeren (Tongrien, Oligoceen, Tertiair)
  - Horizont van Ravensbosch
- Formatie van Maastricht (Maastrichtien, Boven-Krijt)
  - Kalksteen van Meerssen
    - Horizont van Caster

  - Kalksteen van Nekum
    - Horizont van Kanne
    - Horizont van Laumont

  - Kalksteen van Emael
    - Horizont van Lava
    - Horizont van Romontbos

  - Kalksteen van Schiepersberg
    - Horizont van Schiepersberg

  - Kalksteen van Gronsveld
    - Horizont van ENCI
    - Horizont van Sint Pieter

  - Kalksteen van Valkenburg
    - Horizont van Lichtenberg
- Formatie van Gulpen (Maastrichtien, Boven-Krijt)
  - Kalksteen van Lanaye
    - Horizont van Nivelle

  - Kalksteen van Lixhe 3
    - Horizont van Boirs

  - Kalksteen van Lixhe 2
    - Horizont van Halembaye 2
    - Horizont van Halembaye 1

  - Kalksteen van Lixhe 1
    - Horizont van Wahlwiller

  - Kalksteen van Vijlen
    - Horizont van Zonneberg
na boring:
    - Horizont van Bovenste Bosch

  - Kalksteen van Beutenaken
    - Horizont van Slenaken

  - Kalksteen van Zeven Wegen
    - Horizont van Zeven Wegen
- Formatie van Vaals
  - ...
    - Horizont van Raren

Bij het informatiebord aan de voet van de kalkwand onder hoeve Lichtenberg zijn vooral Kalksteen van Gronsveld t/m Kalksteen van Lanaye goed te zien.

## Zie ook

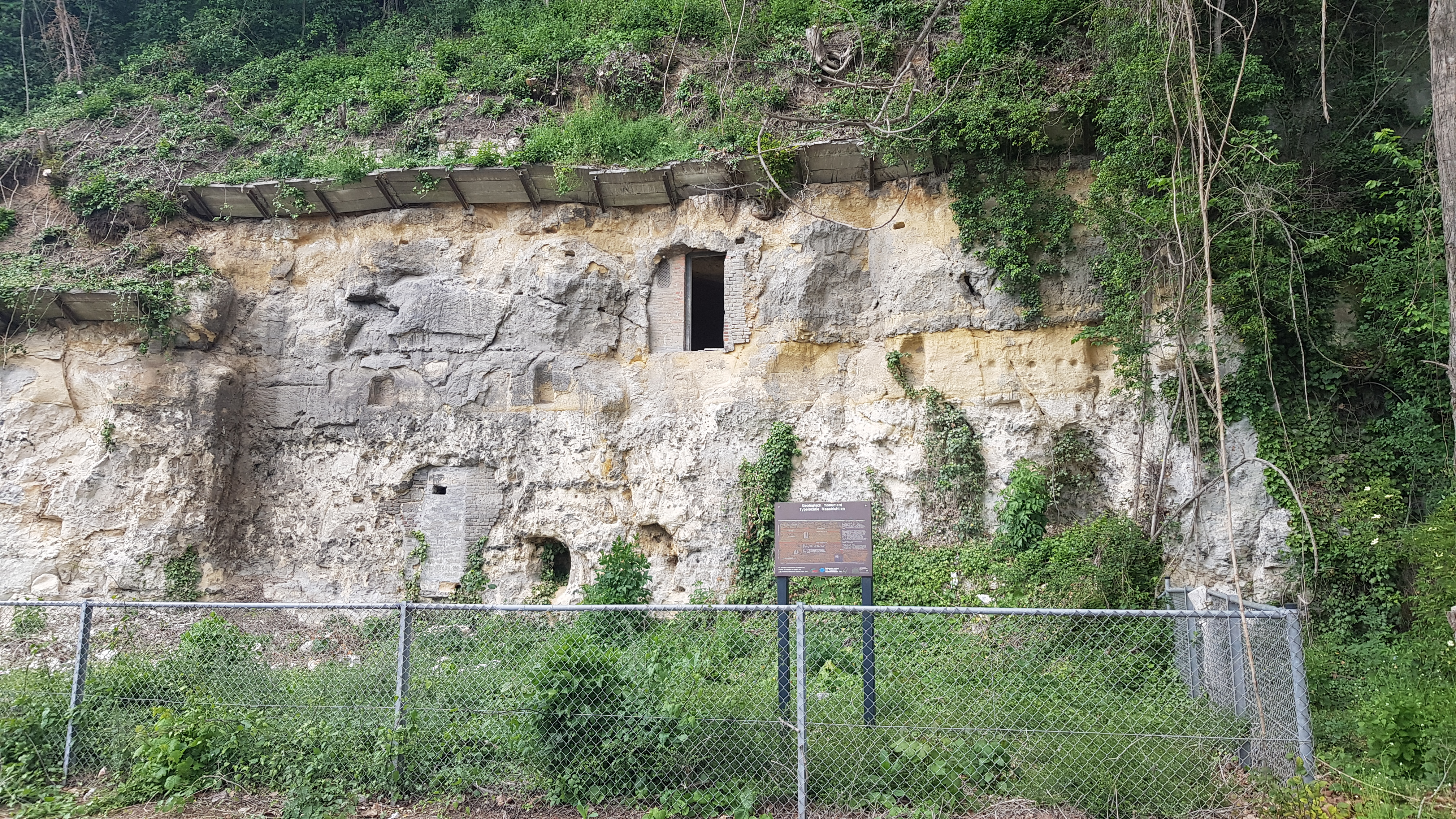
Bord geologisch monument voor kalkwand. Ter hoogte van de houten planken: Horizont van ENCI. Ter hoogte bovenzijde bovenste ingang: Horizont van Sint Pieter. Onder het geel onder de bovenste ingang: Horizont van Lichtenberg.
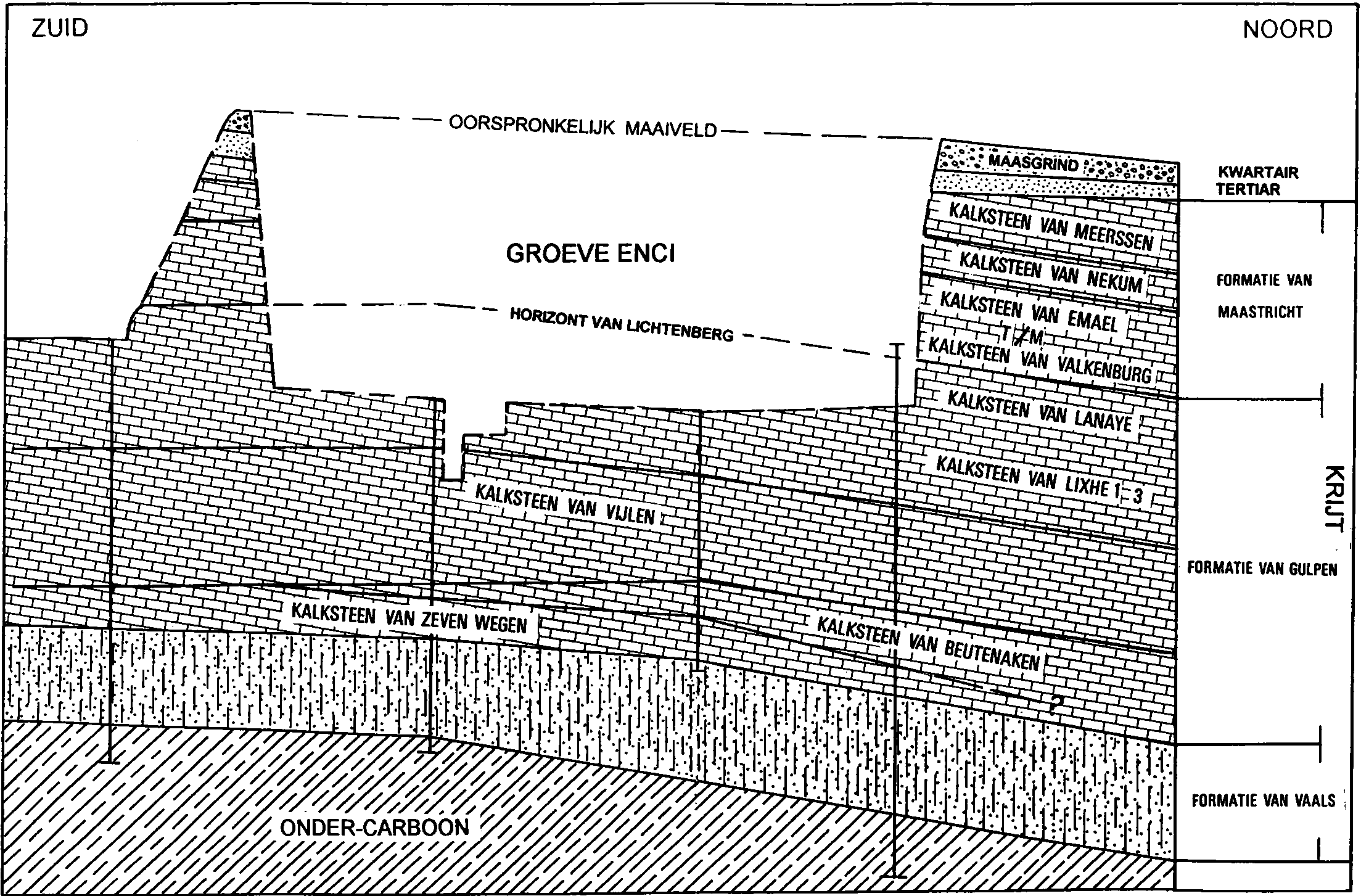
Geologische doorsnede van de ENCI-groeve
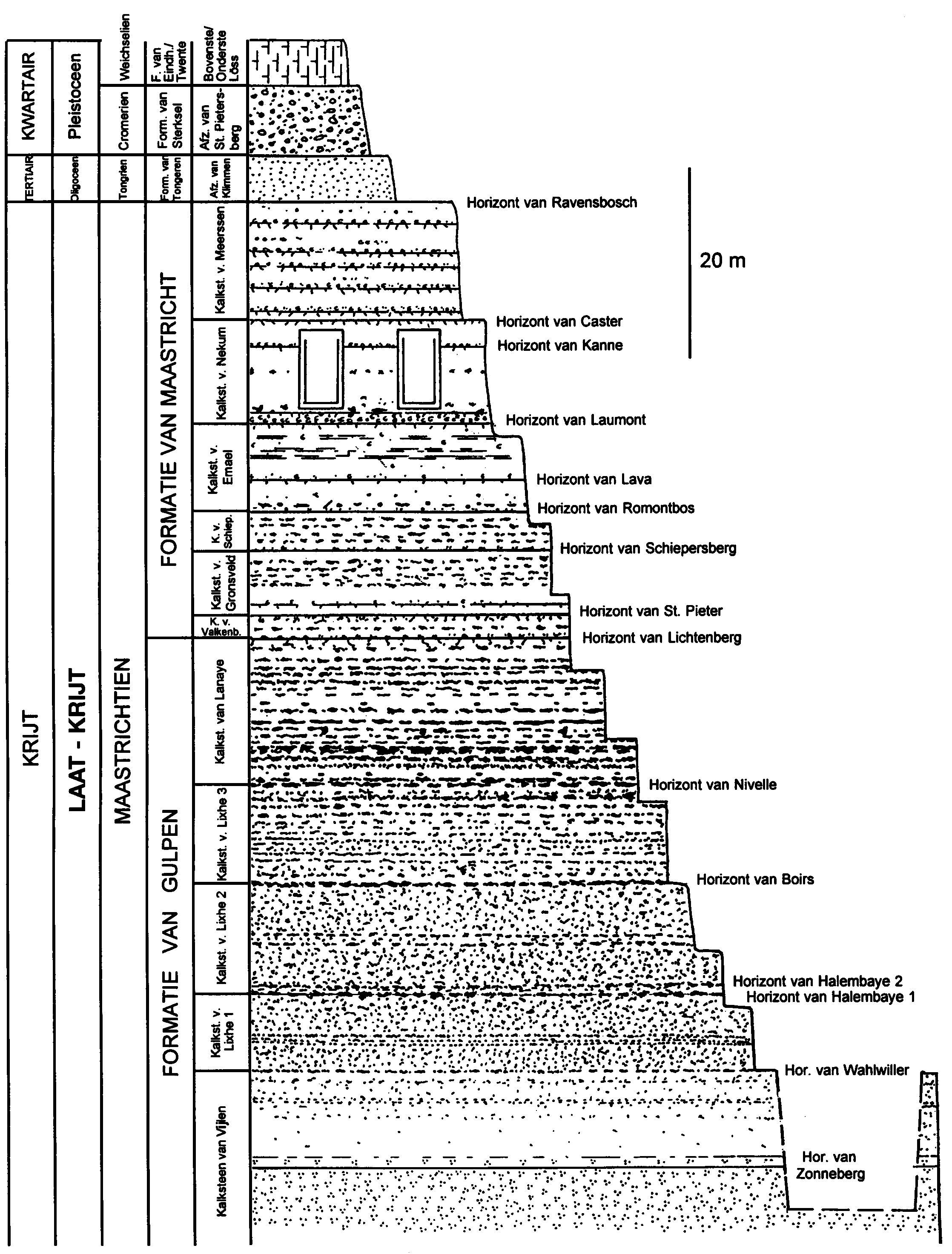
Schematisch profiel door de ENCI-groeve
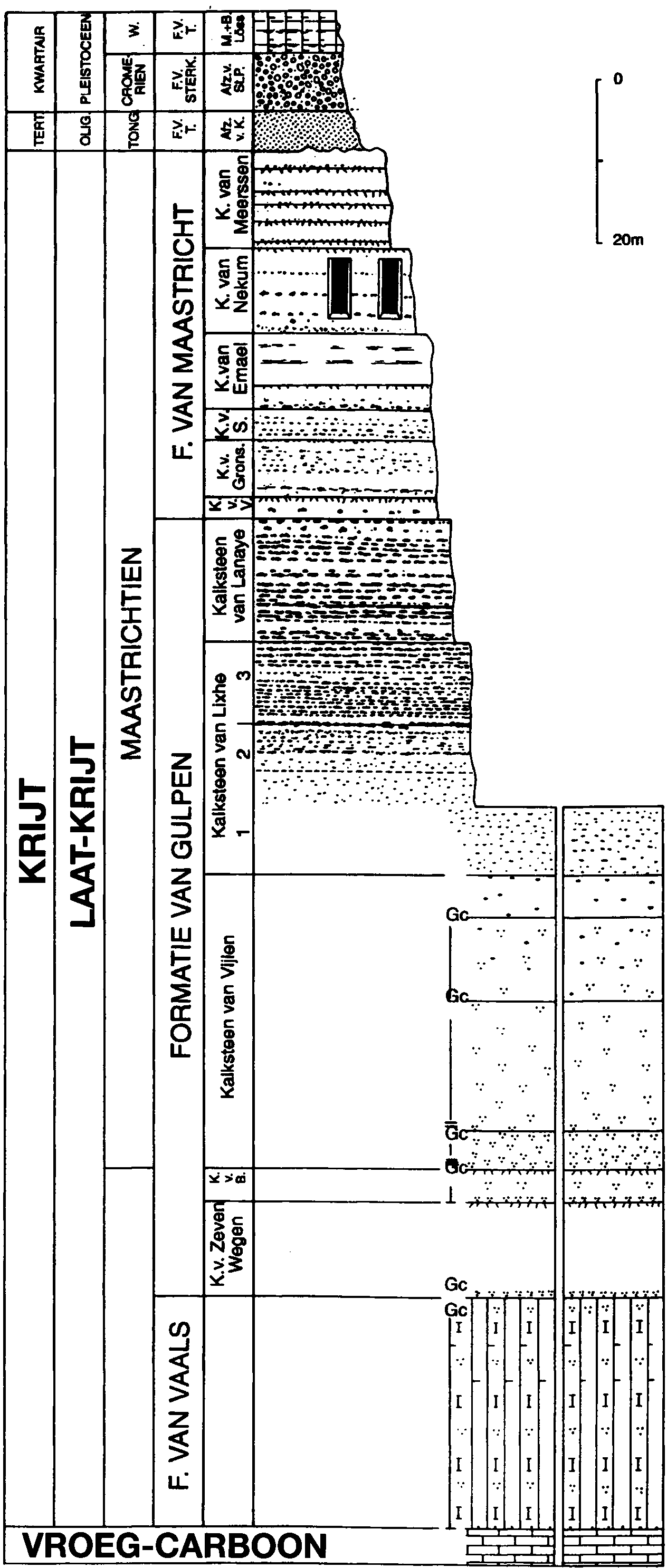
Profiel met boring